# San Antonio Cuajimoloyas
San Antonio Cuajimoloyas är en ort i Mexiko.   Den ligger i kommunen San Miguel Amatlán och delstaten Oaxaca, i den sydöstra delen av landet, 400 km sydost om huvudstaden Mexico City. San Antonio Cuajimoloyas ligger 3 168 meter över havet och antalet invånare är 694.
Terrängen runt San Antonio Cuajimoloyas är kuperad norrut, men söderut är den bergig. San Antonio Cuajimoloyas ligger uppe på en höjd. Runt San Antonio Cuajimoloyas är det glesbefolkat, med 17 invånare per kvadratkilometer. Närmaste större samhälle är Tlacolula de Matamoros, 18,4 km söder om San Antonio Cuajimoloyas. I omgivningarna runt San Antonio Cuajimoloyas växer i huvudsak blandskog.